# 西崎崇子
西崎 崇子（にしざき たかこ、1944年4月14日 - ）は、日本のヴァイオリニスト。ナクソス（レコードレーベル）の創業者クラウス・ハイマンの妻（1974年結婚）。香港在住。

## 来歴
名古屋市生まれ。父西崎信二の手ほどきで4歳からヴァイオリンを始め、9歳の時にスズキ・メソードの第1期生となる。桐朋学園高校に入学した後、1961年にジュリアード音楽院へ進学し、ジョゼフ・フックスに師事した。1969年、ヴィオラの今井信子とモーツァルトの協奏交響曲を演奏してジュリアード・コンチェルト・コンクールで第1位を獲得した。ナクソスから数多くの録音をリリースしている。1996年からフリッツ・クライスラー国際コンクールの審査員を務め、2001年、オーストリア政府からオーストリア共和国功績勲章金章を授与された。